# Nava Ebrahimi
Pour les articles homonymes, voir Ebrahimi.
Nava Ebrahimi, née en 1978 à Téhéran, est une écrivaine germano-iranienne. Son roman Sechzehn Wörter (« Seize Mots ») a remporté de nombreux prix. En 2021, elle remporte le prix Ingeborg-Bachmann pour Der Cousin.

## Biographie
Ebrahimi étudie à l'école de journalisme de Cologne, puis travaille, entre autres, comme rédactrice au Financial Times Deutschland, à la Kölner StadtRevue et comme consultante pour le Moyen-Orient à l'Agence fédérale du commerce extérieur. En 2007, elle est finaliste du prix littéraire Open Mike. En 2013, elle participe à l'Académie bavaroise d'écriture,.
Pour son premier roman Sechzehn Wörter, elle reçoit le premier prix au prix du livre autrichien 2017.
En 2018, elle est invitée au Festival of New Literature de New York. En 2020, elle publie Le Paradis de mon voisin, son deuxième roman, qui traite du personnage de l'excentrique designer star munichois et exilé iranien Ali Najjar. Le roman fait la meilleure liste ORF[pas clair] en mai et juin 2020.
Elle est invitée par Klaus Kastberger au concours Ingeborg-Bachmann en 2021, qu'elle remporte avec le texte Der Cousin. En septembre 2021, elle prononce le discours de cérémonie de réouverture du Burgtheater de Vienne après la fermeture du théâtre en raison de la pandémie de Covid-19.

## Œuvres (sélection)
- 2017 : Sechzehn Wörter (Seize mots), roman, btb, Munich  (ISBN 978-3-442-75679-7)
- 2020 : Das Paradies meines Nachbarn (Le Paradis de mon voisin), roman, btb, Munich  (ISBN 978-3-442-75869-2)
- 2021 : Einander: Ein Buch, das Generationen verbindet (One Another : Un livre qui relie les générations), avec des illustrations de Sabine Presslauer, Leykam, Graz  (ISBN 978-3-7011-8203-9)

## Récompenses et nominations
- 2017 : Premier prix du Prix autrichien du livre pour Sechzehn Wörter
- 2017 : Nomination pour le prix Klaus-Michael Kühne pour Sechzehn Wörter
- 2017/2018 : Bourse de projet littérature BKA
- 2019 : Prix Morgenstern de l'État de Styrie pour Sechzehn Wörter
- 2019 : Nomination pour le prix de littérature AK de la Chambre du travail de Haute-Autriche pour Le Retour de la peur (extrait de roman)
- 2020 : Prix de littérature Rotahorn
- 2021 : Prix Ingeborg-Bachmann
- 2022 : Prix « Un livre pour la ville » pour Sechzehn Wörter